# Красногорская (платформа)
Красного́рская — остановочный пункт Рижского направления Московской железной дороги в городе Красногорске Московской области. Является вторым по значимости остановочным пунктом в Красногорске (основной — станция Павшино). Входит в состав линии МЦД-2 Московских центральных диаметров.
Имеется прямое сообщение на Курское направление. На запад беспересадочное сообщение осуществляется до станции Шаховская, на восток до станций Москва-Рижская, Серпухов и Тула. Время движения от Рижского вокзала — 40 минут.
Имеет выход на улицу 50 Лет Октября и конечную остановку городского наземного транспорта. Состоит из двух прямых боковых платформ. Действует билетная касса. Относится к третьей тарифной зоне.
Летом 2015 года обе платформы были реконструированы.
С июля 2016 года оборудована турникетами. Около восточного конца платформы есть пешеходный переход через железнодорожные пути, оборудованный светофором со звуковыми сигналами для инвалидов по зрению.

## Общественный транспорт
От платформы Красногорская проходят маршруты транспорта по Красногорску и до города Москвы.
| Вид и номер маршрута     | Конечные пункты                                                      | Обслуживающее предприятие                   |
| ------------------------ | -------------------------------------------------------------------- | ------------------------------------------- |
| Автобус 845              | Платформа Красногорская — Станция Павшино                            | ГУП МО «Мострансавто» (а/к № 1786 г. Химки) |
| Маршрутка 3              | Платформа Красногорская — Успенская улица                            | ООО "ТК «Таксибус»                          |
| Маршрутка 4              | Платформа Красногорская — ЖК «Изумрудные холмы»                      | ООО "ТК «Таксибус»                          |
| Маршрутка 15 (кольцевая) | Платформа Красногорская — Стадион «Зоркий» — Платформа Красногорская | ООО "ТК «Таксибус»                          |
| Маршрутка 876            | Платформа Красногорская — ТП «Отрада»                                | ООО "ТК «Таксибус»                          |